# خالد عيد (لاعب كرة قدم سعودي)
خالد عيد المهوس الشمري لاعب كرة قدم سعودي يلعب في نادي النجمة كلاعب وسط.

## مسيرة اللاعب
لعب في نادي الطائي ونادي هجر ونادي الرياض ونادي النجمة.